# 씨그널엔터테인먼트그룹
씨그널엔터테인먼트그룹(Signal Entertainment Group Corp.)은 대한민국의 방송 프로그램 제작사이자 연예 기획사이다.